# 平行親
平 行親（たいら の ゆきちか、生年不詳 - 長暦3年（1039年）?）は、平安時代中期の貴族。桓武平氏高棟流、武蔵守・平行義の子。官位は正五位下・右衛門権佐。

## 経歴
後一条朝の前期に蔵人所雑色や靫負尉を務め、治安元年（1021年）六位蔵人に補せられる。後一条天皇の蔵人を務める一方で、左衛門尉（検非違使尉）を兼ねた。
後朱雀朝の初頭に少納言や右衛門権佐を務めたほか、中宮大進として中宮・藤原嫄子に仕え、位階は正五位下に至る。長暦3年（1039年）頃に卒去。
日記に『行親記』があり、長暦元年（1037年）分のみが伝わっている。

## 官歴
- 寛仁3年（1019年） 正月10日：雑色[1]
- 時期不詳：靫負尉[1]
- 治安元年（1021年） 8月29日：六位蔵人[1]
- 時期不詳：左衛門尉[1]
- 治安3年（1023年） 正月10日：検非違使尉[1]
- 万寿4年（1027年） 2月20日：勘解由次官[2]
- 長暦元年（1037年） 7月2日：見少納言[3]。9月27日：中宮大進。10月5日：見正五位下少納言
- 長暦2年（1038年） 正月：右衛門権佐
- 長暦3年（1039年） 日付不詳：卒去?

## 系譜
『系図纂要』による。
- 父：平行義
- 母：不詳
- 妻：不詳
  - 男子：平定家